# Lələli
Lələli è un comune dell'Azerbaigian situato nel distretto di Qax. Conta una popolazione di 474 abitanti.